# Oberteich (Schönberg)
Der Oberteich ist der Stadtsee der nordwestmecklenburgischen Stadt Schönberg.
Der etwa elf Hektar große Oberteich befindet sich im Stadtgebiet von Schönberg, nordwestlich des historischen Kernbereichs um die St. Laurentiuskirche und des Marktplatzes. Er ist von einer das Stadtbild prägenden Parkanlage mit Uferweg umgeben. Als Angelgewässer enthält der Oberteich Aal, Barsch, Brassen, Hecht, Karpfen, Rotauge, Schleie und Zander. Der Zufluss erfolgt von Westen über den Rupensdorfer Bach, an dem auch weitere ausgedehnte Seen und Teichanlagen, wie die Rupensdorfer Teiche und der Schilfteich, verbunden mit einer Karpfenzuchtanlage liegen. Dieser natürliche Verbund stellt für Schönberg ein attraktives Naherholungsgebiet dar, an das sich etliche Sport- und Freizeiteinrichtungen der Stadt angliedern.

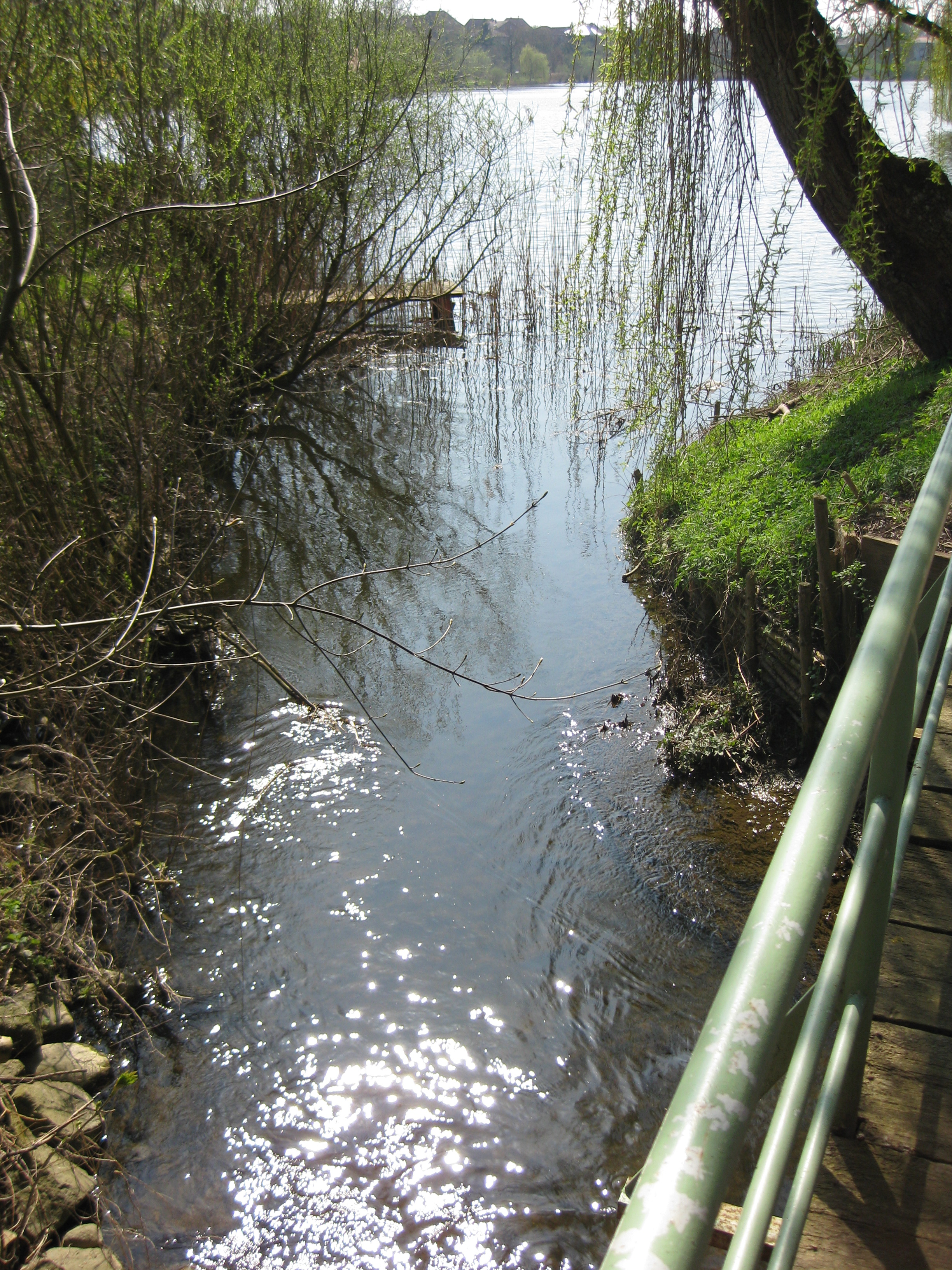
Abfluss zur Maurine

Der Oberteich entwässert im Stadtgebiet über einen Abflussgraben in die Maurine. Der Wasserspiegel liegt 4,2 m ü. NHN. Es werden Wassertiefen von über zwei Metern erreicht.
Das Gewässer wurde im Mittelalter angestaut und war ein Mühlenteich. In der Wahlkapitulation des Ratzeburger Bischofs Heinrich III. Bergmeier aus dem Jahre 1511 ist der Passus: „Er ward verpflichtet, wenn er Schönberg besitzen würde, im obern Teiche (latein. „superior piscina“, noch jetzt Oberteich genannt) nicht so das Wasser zu stauen, daß den Leuten in Rubensdorf Schaden geschah, jedoch müsse er hinreichend Wasser für seine Mühle behalten.“ enthalten.